# Jerzy Maculewicz
Jerzy Maculewicz OFMConv (Daszew, 30 de maio de 1955) é um clérigo polonês e bispo católico romano e administrador apostólico do Uzbequistão.
Em 1989 Jerzy Maculewicz ingressou na Congregação dos Menores da Província de Cracóvia. Após sua profissão em 2 de outubro de 1994, completou seus estudos teológicos no Seraphicum Romano no mesmo ano, onde obteve a licenciatura em teologia em 1997. O Bispo de Sosnowiec, Adam Smigielski SDB, o ordenou sacerdote em 22 de junho de 1996. Depois de várias experiências pastorais, foi eleito Vigário e Secretário Provincial da Província Minorita/Franciscana de Cracóvia em 2000. Em 2001 foi nomeado Assistente Geral dos Frades Menores para o Leste Europeu.
Em 1º de abril de 2005, o Papa João Paulo II o nomeou Administrador Apostólico do Uzbequistão e Bispo Titular de Nara. O Cardeal Secretário de Estado e Cardeal Angelo Sodano o ordenou bispo em 14 de maio do mesmo ano; Os co-consagradores foram Robert Sarah, Secretário da Congregação para a Evangelização dos Povos, e Józef Wesołowski, Núncio Apostólico no Cazaquistão, Tajiquistão, Quirguistão e Uzbequistão.
Em abril de 2022 foi eleito vice-presidente da nova Conferência Episcopal da Ásia Central, que foi restabelecida no outono de 2021 e à qual pertencem os bispos do Cazaquistão, Quirguistão, Tajiquistão, Turcomenistão, Uzbequistão, Mongólia e Afeganistão.